# Тајлер Џејмс Вилијамс
Тајлер Џејмс Вилијамс (енгл. Tyler James Williams; Вестчестер, 9. октобар 1992) је амерички телевизијски и филмски глумац.
Вилијамс је најпознатији по улози Раса Монтгомерија у серији Злочиначки умови: Преко границе.